# Frontera entre Austria y Eslovaquia
La frontera entre Austria y Eslovaquia es una frontera internacional que se extiende de oeste a este y separa el oeste de Eslovaquia del este de Austria, ambos Estados miembros de la Unión Europea, y signatarios de los acuerdos de Schengen. Separa los länder austríacos de Burgenland y Alta Austria de las regiones eslovacas de Bratislava y Trnava.

## Trazado
La frontera sigue una pequeña parte del curso del Danubio y del río Morava (en alemán March). Empieza en el trifinio entre ambos estados y la República Checa entre los pueblos de Hohenau an der March (Austria) y Borský Svatý Jur (Eslovaquia) y continúa hacia el sur, hasta Devín, donde gira al este sobre el río Danubio, hasta el pueblo de Karlova Ves. La frontera continúa hacia el sudeste, dejando el Danubio al lado eslovaco y llega al trifinio entre ambos estados y Hungría. Su trazado actual fue fijado el día siguiente del fin de la Segunda Guerra Mundial, incorporando los territorios que hasta entonces habían permitido la construcción de una parte del barrio Petržalka de Bratislava.

## Historia
La frontera entre Eslovaquia y Austria data de la independencia de Checoslovaquia en 1918 a raíz de la disolución del Imperio austrohúngaro confirmada por el tratado de Trianón de 1920. Durante la existencia de la Tercera República Checoslovaca, después República Socialista Checoslovaca (entre 1945 y 1989), de la que Eslovaquia fue uno de los componentes, esta frontera formaba parte del telón de acero que fue desmantelado después de la caída del muro de Berlín. En 1993, después de la Revolución de Terciopelo, Eslovaquia se separó de la República Checa y la antigua frontera checoslovaco-austriaca se convirtió la frontera eslovaco-austriaca.
Los pasos fronterizos fueron cerrados el 23 de diciembre de 2007, cuando ambos estados se incorporaron en el espacio Schengen.